# Карл-Гайнц Шмідт
Карл-Гайнц Шмідт (Karl-Heinz Schmidt; 20 січня 1911 — ?) — німецький офіцер-підводник, оберлейтенант-цур-зее резерву крігсмаріне (1 квітня 1943).

## Біографія
В 1936 році вступив на флот. З червня 1940 року служив на міноносці «Штральзунд», з серпня 1940 року — в морському навчальному дивізіоні у Везермюнде. З грудня 1940 по квітень 1941 року пройшов курс підводника. З 20 червня 1941 року — 1-й вахтовий офіцер на підводному човні U-351, з березня 1942 року — на U-211. В січні-лютому 1943 року пройшов курс командира човна. З 23 лютого 1943 по 25 травня 1944 року — командир U-17. В травні-жовтні служив в штабі 22-ї флотилії. З 9 жовтня по 24 листопада 1944 року — командир U-1103, з 22 березня по 5 травня 1945 року — U-3529.